# Baba (Makedonija)
Baba (makedonsko Баба) ali Planina Baba (Баба Планина, Baba Planina) ali znana tudi po imenu svojega najvišjega vrha Pelister (Пелистер), je gora v Severni Makedoniji. Vrh Pelister (2601 m) gleda na mesto Bitola. Baba je tretja najvišja gora v Severni Makedoniji.
Leta 1948 je bil zaradi posebne naravne lepote, zgodovinskega in znanstvenega pomena gozdov gore Baba del s površine 12.500 hektarjev razglašen za narodni park Pelister.

## Lega
Baba leži med Pelagonijo na vzhodu in Prespansko dolino na zahodu. Gre namreč za horst med tema dvema dolinama, natančneje med Bitolskim poljem na vzhodu ter Resenskim poljem in Prespanskim jezerom na zahodu. Severna meja Babe je prelaz Gjavato (1169 m), ki jo ločuje od gore Bigla, kot tudi majhna Tzaparska kotlina. Na jugu se gora nadaljuje v Grčiji do prelaza Bigla (1505 m), ki jo loči od Neredske gore (Vic, 2125 m), ki je v Grčiji. Zahodni del makedonsko-grške meje poteka skozi njen južni del, to je preko vrha Rzana (2334 m). Približno 65 % gorskega masiva Baba je na ozemlju Republike Severne Makedonije, medtem ko je 35 % na ozemlju Grčije.
Baba se razteza od severa proti jugu, zanjo pa je značilen tudi simetričen videz, saj je gorski greben enako oddaljen tako od Prespanske doline kot od Pelagonije.

## Relief in reliefne oblike
Baba je mlada gorska veriga. Zaradi svoje tektonske lege in sestave kamnin spada v geotektonsko enoto zahodnomakedonske cone. Masiv Baba je najjužnejši del Rodopskega gorskega sistema z alpskim značajem. Gorski greben je gol, ukrivljen, nepretrgan in ima dolžino 25 km.
Prereže jo več vzdolžnih in tudi prečnih prelomov, ki so na njej oblikovali več blokov. Glavna tektonska dislokacija se razprostira na vzhodni strani, kjer so tudi mineralni vrelci. Na severovzhodu se ta dislokacija združi z globinskim prelomom, ki predstavlja mejo med zahodnomakedonsko cono in pelagonsko cono. Prelomnica z meridiansko smerjo poteka vzdolž zahodnega roba in ga loči od Prespanske doline. Na severni strani je severni pelisterski prelom.
Baba je razdeljena na več grebenov. Glavni greben se začne na severu z vrhom Vrtuška in se konča na jugu na ozemlju Grčije. Greben ločuje jadransko in egejsko povodje. Vzhodno in zahodno od glavnega grebena se loči več stranskih grebenov, ki so med seboj ločeni z rečnimi dolinami. Od vrhov Pelister, Kozji Kamen in Široka se ločeni grebeni strmo spuščajo proti severu v majhno Tzaparsko kotlino. Proti vzhodu sledi postopno spuščanje grebenov Neolice in Debelega Rida proti dolini Dragorja in Bratindolske Reke. Na zahodu pa so pomembnejši grebeni Marušice, Ržane in Porta, ki se strmo spuščajo v dolino Brajčinske Reke.
Babin relief je raznolik. Na nadmorski višini od 1660 do 1900 m so ravninski deli, razdeljeni z več vzporednimi dolinami. Kamnite reke so značilna reliefna oblika Pelistra in se razprostirajo na nadmorskih višinah od 1300 do 2000 m. Najbolj izrazite so na severni strani vzpetine Crvena stena in nad območjem Kopanki. Iz rečnih reliefnih oblik so zastopane poplavne ravnice. Poleg tega je na severnem, vzhodnem in zahodnem vznožju pas naplavin. Na njih je več vasi: Dragoš, Velušina, Bistrica, Bukovo, Lavci, Trnovo, Magarevo, Kazani, Krani itd.
Predstavljene so tudi ledeniške reliefne oblike, ki izvirajo iz pleistocena, ko so bili ledeniki na visokih delih Babe. Od ledeniških oblik so zastopane krnice in morene. Na nadmorski višini nad 2000 m so krnice, od katerih sta dve napolnjena z vodo - Veliko in Malo jezero, ki ju ljudje imenujejo Pelisterske oči. Veliko jezero je na nadmorski višini 2218 m, dolgo je 233 m, široko 162 m in globoko 14,5 m. Jezerce je na 2180 m nadmorske višine. in ima dimenzije - 79 m dolžine, 68 m širine in 2,6 m globine. Njihove kotanje so pregrajene z morenami.

## Pomembnejši vrhovi
Na gori je 24 vrhov, višjih od 2000 metrov. Najpomembnejši vrhovi Babe so:
- Pelister (2.601 m)
- linden (2.542 m)
- Steve (2468 m)
- Mlin na veter (2420 m)
- Muse (2351 m)
- Rzana/Bojadziev Peak (2334 m)
- Široka (2.218 m)
- Griva (2.193 m)
- Gozji Kamen (2.182 m)
- Visoka Čuka (2.182 m)
- Bela Voda (2.156 m) (v Grčiji)
- Škrkovo (2.140 m)
- Vrtuška (2010 m)
- Babin Zab (1850 m)

Z nekaterih od teh vrhov lahko vidite ogromno območje - Solunsko Glavo na severu, Pelagonijo in Kajmakčalan na vzhodu, na jugu in jugozahodu pogled seže do grško-albanskih regij, na zahodu pa do Prespanskega jezera, Galičice in Jablanice.

## Podnebje in turizem
Podnebje Babe je gorsko in je kot tako primerno za razvoj gorskega turizma (zimskega in poletnega). Turizem se je začel razvijati med prvo in drugo svetovno vojno. Na pobočju gore je zgrajenih več turističnih, rekreacijskih, planinskih in športnih objektov. Najprivlačnejši je hotel Molika, na voljo pa sta tudi planinski postojanki Kopanki in Golemo jezero. Na samem vrhu je antenski oddajnik MTV, delovna organizacija s kapaciteto 200-300 otrok, žičnica od Begove Češme do Kopanki, vlečnice, več turističnih objektov delovnih organizacij in nad vasjo Nižopole, zimsko-poletni rekreacijski center HMS Streževo‚ s hotelsko namestitvijo, ločeno žičnico in smučiščem.

## Galerija
- Pogled na Škrkovo, Muso in Golemo Grivo
- Pogled na Babo iz samostana Brajčino v vasi Brajčino
- Pogled na Prespansko jezero z grebena Baba
- Malo jezero Pelister
- Pogled na Babo planino iz vasi Ljubojno
- Pogled na Babo planino iz vasi Ljubojno
- Pogled na Babo planino iz vasi Ljubojno